# Partito Monarchico Popolare
Il Partito Monarchico Popolare (PMP) è stato un partito politico italiano, fondato il 2 giugno 1954, per iniziativa di Achille Lauro, in seguito ad una scissione all'interno del Partito Nazionale Monarchico (PNM).

## Storia
I contrasti nascevano dal fatto che Lauro si proponeva come obiettivo la ricerca di un accordo con la Democrazia Cristiana (DC) per la formazione di una maggioranza governativa di centro-destra, che riteneva necessaria anche per consolidare il proprio potere locale (soprattutto a Napoli), mentre il segretario del partito Alfredo Covelli era orientato a stabilire alleanze a destra con il Movimento Sociale Italiano (MSI).
Inoltre Lauro, ricco armatore navale, non intendeva più finanziare con il proprio patrimonio un partito che si era data un'organizzazione costosa e di cui non aveva il pieno controllo.
Alle elezioni politiche del 1958 il PMP ottenne un risultato migliore del PNM, con il 2,6% dei voti alla Camera (e con 14 deputati e 5 senatori), contro il 2,2% del rivale (con 11 deputati e 2 senatori).
Dopo quella data, sfumata anche la speranza del PMP di inserirsi nell'area governativa, iniziò un progressivo riavvicinamento dei due partiti monarchici, che si concluse nel 1959 con la loro unificazione nel Partito Democratico Italiano (PDI), divenuto poi, nel 1961, Partito Democratico Italiano di Unità Monarchica (PDIUM).
Una frazione del PMP, contraria alla riunificazione e guidata da Antonio Cremisini, fondò il Movimento Monarchico Italiano e confluì nel MSI.

## Risultati elettorali
| Elezione       | Elezione | Voti    | %    | Seggi    |
| -------------- | -------- | ------- | ---- | -------- |
| Politiche 1958 | Camera   | 776.919 | 2,63 | 14 / 596 |
| Politiche 1958 | Senato   | 774.242 | 2,96 | 5 / 246  |